# 스포츠팀

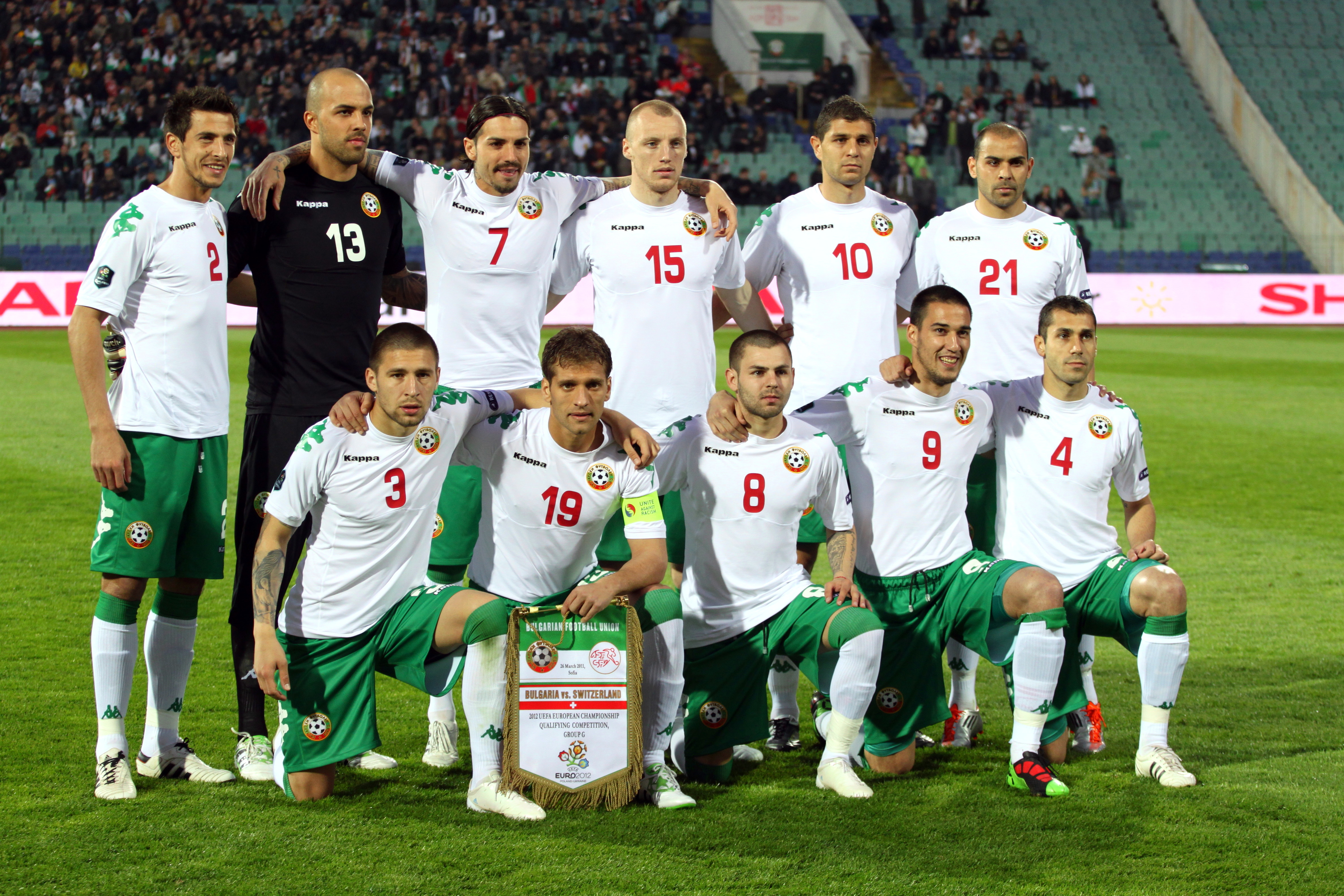
2011년 불가리아 축구 국가대표팀

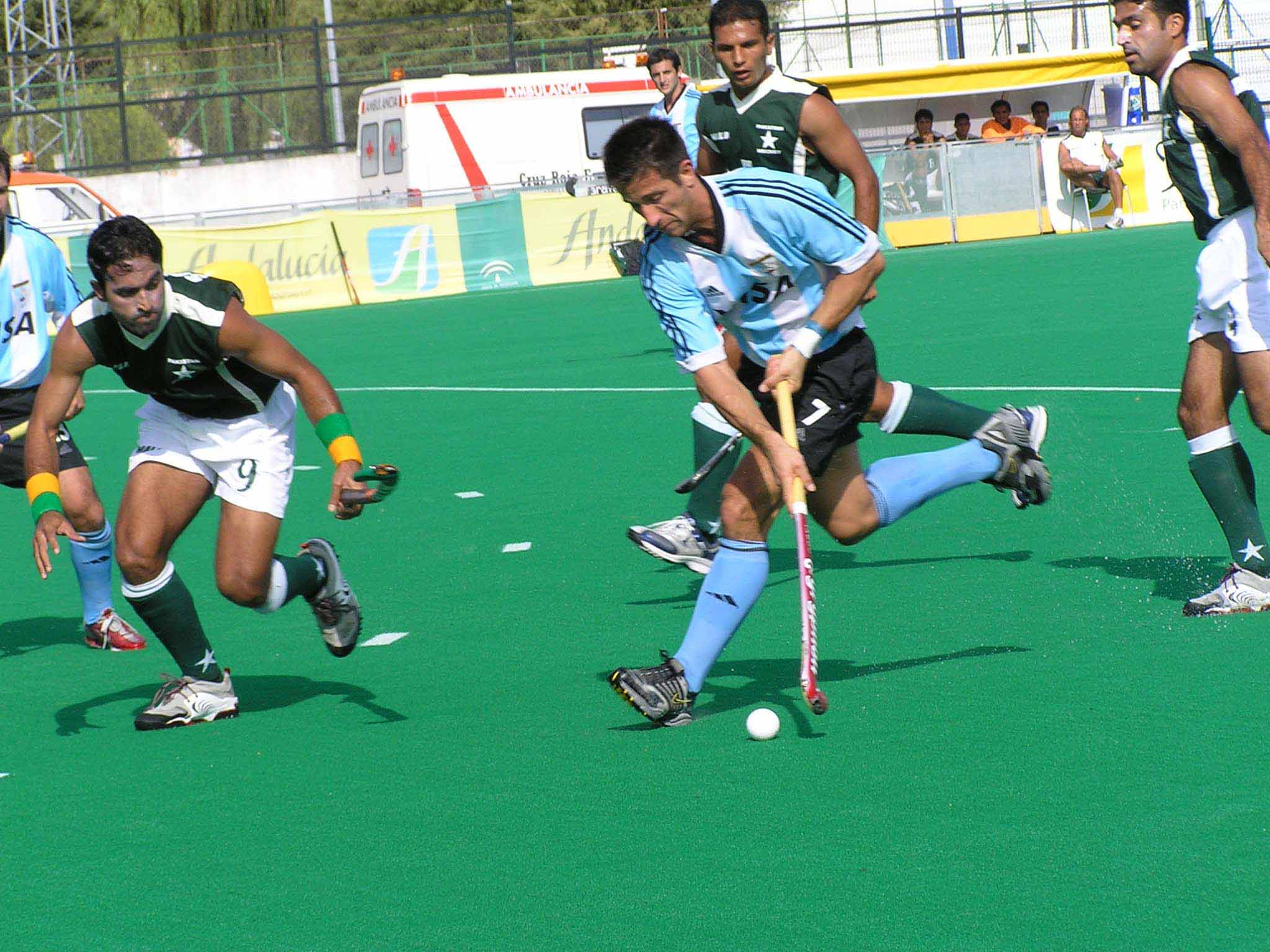
필드하키 경기에서 경쟁하는 흑팀과 청팀

스포츠팀은 함께 단체 스포츠를 하는 개인들로 구성된 단체이다. 팀의 플레이어 수는 스포츠에 따라 다르다. 스포츠팀의 최고 등급은 프로페셔널 스포츠팀이다. 프로 스포츠팀에는 그 종목에 매우 뛰어난 선수들이 소속되며, 해당 스포츠 경기에 출전하는 조건으로 급여를 받는다.
원래 스포츠팀들은 아마추어 선수들로 구성되었으나, 20세기에 이르러 일부 스포츠팀과 관련 리그는 수백만 달러에 달하는 순자산 매. 2017년 포브스는 댈러스 카우보이스를 미화 42억 달러로 세계에서 가장 가치 있는 스포츠팀으로 선정했다. 일부 개인 스포츠 종목들도 팀 단위로 경기할 수 있도록 규칙이 수정되었다.
팀 정체성은 다양한 출처에서 형성될 수 있으며, 가장 흔히 지리적 위치 유형을 통해 형성될 수 있다. 예를 들어 댈러스 카우보이스는 미국 텍사스주 도시 댈러스로부터 이름을 따서 명명되었다.  앨라배마 크림슨 타이드 같이 대학 이름을 붙이거나, 요미우리 자이언츠처럼 기관의 이름을 따서 명명될 수도 있다.
스포츠팀은 팬들이 선수를 식별할 수 있도록 번호가 매겨진 유니폼을 사용하는 경우가 많다. 선수들은 다양한 이유로 유니폼을 입으며, 이는 선수의 위치, 숫자의 역사, 리그 특유의 전통 등에 따라 달라질 수 있다.

## 같이 보기
- 사회 집단
- 스포츠 클럽
- 프로 스포츠 리그
- 실업팀